# 이라크-인도네시아 관계
이라크-인도네시아 관계는 이라크와 인도네시아 간의 외교 관계를 말한다. 인도네시아와 이라크의 외교 관계는 모두 이슬람교도의 과반수 국가와 비슷하기 때문에 중요하다. 인도네시아는 세계에서 이슬람교도가 가장 많은 나라이고 이라크도 이슬람교도의 과반수를 차지하고 있다. 1950년 외교관계가 수립된 인도네시아는 바그다드에 대사관을, 이라크는 자카르타에 대사관을 두고 있다. 양국은 비동맹 운동, 이슬람협력기구(OIC)의 회원국이다.

## 역사
이라크와 인도네시아의 관계는 수세기 전부터 시작되었다. 고대 이라크와 인도네시아 열도는 인도양 무역의 해상 실크로드와 이어져 왔고 거기서 물건과 아이디어가 오갔다. 8세기 스리비자야 제국은 중동에서 이슬람 칼리프와 접촉을 했다. 13세기에 인도네시아에 이슬람교가 들어왔고 마침내 16세기 이래 인도네시아 열도의 대다수 종교가 되었다. 트레이더나 울라마가 인도네시아 열도에 이슬람교를 확산시킴에 따라 이슬람교는 인도네시아와 이라크의 관계가 되고 있다. 많은 아랍어 책이나 문학이 무역이나 항구를 통해서 인도네시아에 도착한다. '아라비아의 야화'는 인도네시아의 술탄과 그 왕국의 고대부터 사랑받아 온 인도네시아 사람들의 상상력을 불러일으켰다.  양국은 1950년 외교관계를 수립한 이후 양자관계를 강화하기 위해 약 15개의 협정에 서명했다. 인도네시아는 1980년대 이란-이라크 전쟁 등 여러 위기에서도 대사관의 존재를 유지해 왔다.
2003년 인도네시아 정부와 국민은 미국 주도의 대이라크 군사행동을 지지하지 않았다. 2003년 2월 9일 일요일 미국의 대이라크 군사행동 위협에 항의하기 위해 인도네시아 수도 자카르타 거리에는 5만명이 넘는 인도네시아인이 몰려들었다. 이라크전쟁이 한창일 때 인도네시아는 2003년 바그다드의 대사관을 일시 폐쇄했다. 이라크의 치안 정세는 서서히 개선돼 왔기 때문에, 인도네시아 대사관은 2011년 6월에 재개했다. 그 후 양국 관계는 급속히 발전해 왔다. 양국은 이라크전쟁으로 꽉 막힌 양국 관계를 회복하는 과정에 있다.

## 경제와 무역
인도네시아는 전통적으로 이라크를 석유나 가스 같은 에너지원으로 간주한다. 반면 이라크 사람들은 타이어, 비누, 향신료, 기타 일상생활용품 등 인도네시아 수출 제품에 정통하다.
석유수출국기구(OPEC) 2위 산유국인 이라크는 최근 체결된 석유 매매계약에 따라 2013년 인도네시아와의 양자 교역액을 10억달러로 확대하고 자카르타로부터의 비석유가스 직접 수입을 확대하는 것을 목표로 하고 있다.
인도네시아의 대이라크 무역액은 2010년 5,200만 달러에서 2011년 1억 5,400만 달러로 증가했다. 그러나, 인도네시아 중앙통계국(BPS)에 의하면, 2012년의 두 나라간 무역액은 4,500만 달러에 머무르고 있다. 양국은 2013년 3월 야타 라자사 경제조정장관의 이라크 방문 양해각서에 서명했다. 이 합의에 따라 이라크는 2013년 5월부터 하루 3만5000배럴의 석유를 공급하게 된다.

## 난민과 이주
2003년의 이라크 침공 후 이라크는 내전에 빠져 폭력이 나라를 집어삼킴에 따라 나라는 불안정해졌다. 이라크는 인도네시아 이민자 레드리스트에 포함된 인도네시아를 포함한 많은 나라들은 여전히 이라크를 위험한 곳으로 여기고 있으며 호주에 도달하려고 하고 있어 매년 많은 이라크 국민이 인도네시아 영내로 불법 침입하고 있다. 안전보장상의 이유로 이라크는 인도네시아에 입국하기 위한 구체적인 서류를 제출해야 하는 13개국 중 1개국이다.

## 같이 보기
- 이라크의 대외 관계
- 인도네시아의 대외 관계